# Temple de Jupiter Férétrien
Le temple de Jupiter Férétrien (en latin : Aedes Iuppiter Feretrius) est un petit temple romain dédié à Jupiter Férétrien et situé sur le Capitole. Il aurait été fondé par Romulus afin d'abriter les dépouilles opimes (spolia opima) prises sur Acron, roi de Caenina, et dédiées à Jupiter.

## Localisation
Le temple fait partie de l'aire capitoline et se dresse à proximité immédiate du temple de Jupiter Capitolin, non loin de l'endroit où le Clivus Capitolinus débouche sur l'esplanade.
Selon la tradition, le site a été choisi parce qu'il était occupé par un chêne considéré comme sacré. D'après Plutarque, Romulus a en effet fait abattre un chêne, mais dans le but d'en faire un présentoir digne des spolia opima qu'il souhaite déposer dessus,.

## Fonction

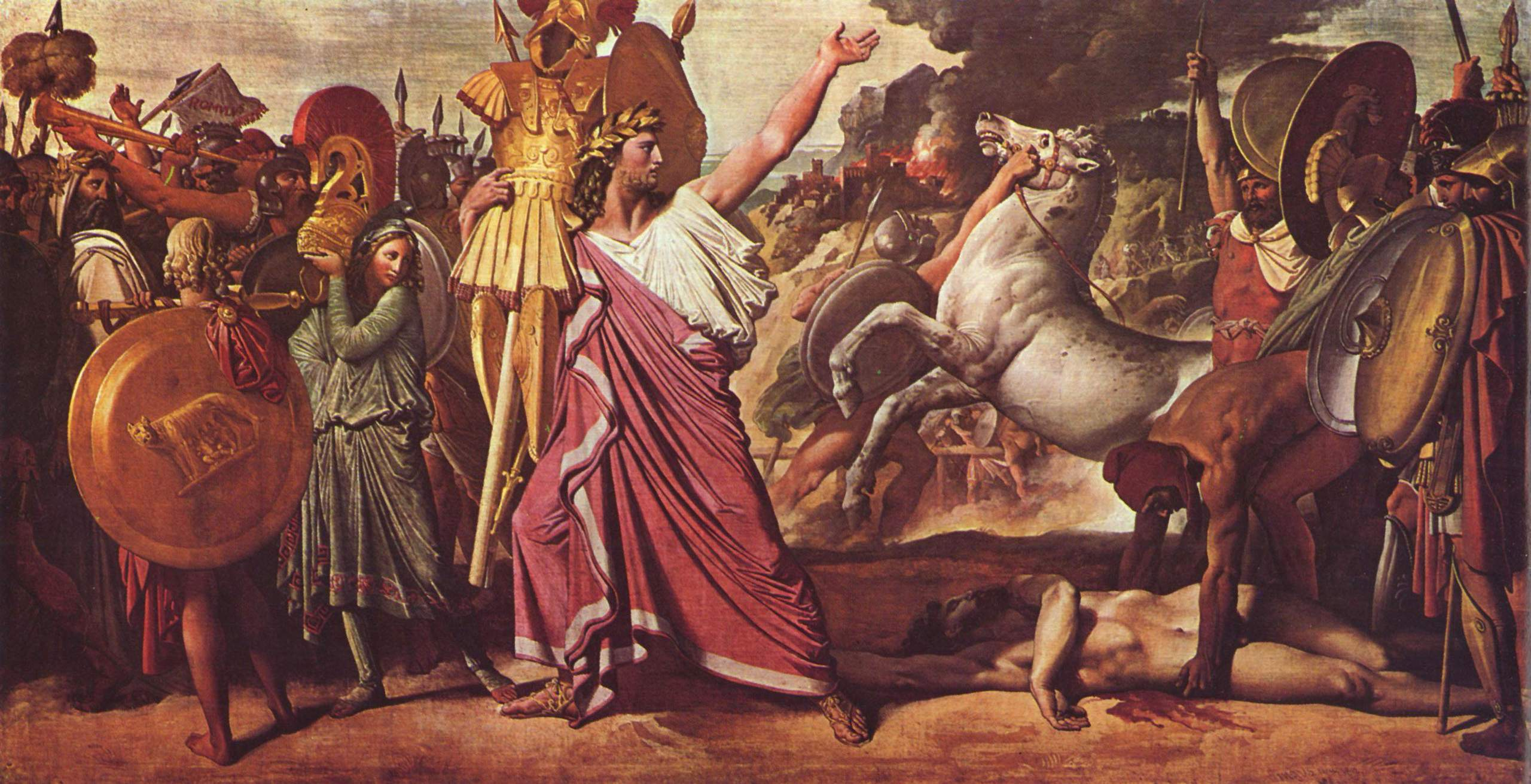
« Romulus, vainqueur d'Acron, porte les dépouilles opimes au temple de Jupiter », Jean-Auguste-Dominique Ingres, 1812.

Selon Tite-Live, à l'origine, il s'agit d'un templum, un espace inauguré, que Romulus dédie afin de pouvoir y déposer les dépouilles opimes qu'il a pris sur Acron, roi des Ceninensins qui a été défait et tué.
Cette cérémonie instaurée par Romulus ne se serait répétée que deux fois dans toute l'histoire romaine, la première fois en 437 av. J.-C. lorsque Aulus Cornelius Cossus rapporte les dépouilles opimes du roi Lars Tolumnius durant la deuxième guerre de Véies, et la deuxième fois en 222 av. J.-C. lorsque Marcus Claudius Marcellus rapporte les dépouilles opimes prises sur Viridomaros, roi des Insubres. Toutefois, l'historicité de l'épisode de 437 av. J.-C. est sujette à caution, le statut de Cossus lors de la dédicace, simple tribun militaire, n'étant a priori pas compatible avec le déroulement de la cérémonie.
C'est dans ce temple que les Fétiaux déposent leurs instruments rituels dont un sceptre et un couteau qui est utilisé lors des sacrifices.

## Histoire
Selon Denys d'Halicarnasse, cet espace inauguré a tout de suite été occupé par un petit édifice (aedes). Le temple est agrandi durant le règne d'Ancus Marcius,.
À l'époque d'Auguste, le temple tombe en ruine (uetustate et incuria). Selon Tite-Live, l'empereur se rend dans le temple avant de le faire restaurer et affirme y avoir vu les dépouilles de Lars Tolumnius et y avoir déchiffré une inscription qui donne le titre de consul à Aulus Cornelius Cossus, contredisant l'annalistique. Selon les historiens modernes, il paraît peu vraisemblable qu'Auguste ait pu déchiffrer une inscription en latin archaïque et l'état de vétusté du temple ne semble pas compatible avec une bonne conservation d'objets si anciens. Selon une hypothèse, Auguste a pu tout inventer afin d'éliminer tout précédent qui aurait permis à Marcus Licinius Crassus, tribun militaire et non consul, de bénéficier de l'immense privilège de déposer les spolia opima après avoir tué le chef des Bastarnes.
Octavien fait reconstruire le temple entre 32 et 30 av. J.-C., suivant ainsi un conseil de Titus Pomponius Atticus. Ce dernier, mort avant la restauration du temple, est l'auteur d'un livre sur les Claudii Marcelli. Il lui est certainement apparu comme opportun pour Octavien de restaurer ce temple afin de renforcer ses liens avec cette illustre gens romaine et avec la tradition des spolia opima qui remonte à Romulus. Une fois les travaux terminés, Octavien procède à la dédicace du temple comme s'il s'agissait d'un nouvel édifice, signe qu'il souhaite se réapproprier la tradition et les symboles qui lui sont attachés,.
En 19 av. J.-C., Auguste fait construire près du temple de Jupiter Férétrien un autre petit temple, dédié à Mars Ultor (« Mars Vengeur ») afin d'y placer les enseignes perdues par Crassus et récupérées auprès des Parthes par voie diplomatique. Ce temple est construit sur le même modèle que celui de Jupiter Férétrien et permet à Auguste, qui n'a pas eu l'occasion de déposer de dépouilles opimes dans ce dernier, de dédier à Jupiter les enseignes à Mars Utlor, considéré comme le successeur de Jupiter Férétrien, comme s'il s'agissait de spolia opima.

## Description
Il s'agit d'un édifice de dimensions modestes que Denys d'Halicarnasse évalue à environ 4,5 mètres de long (15 pieds romains). Le temple est représenté comme tétrastyle d'ordre toscan au revers de pièces de monnaie frappées vers 50 av. J.-C. par Publius Cornelius Lentulus Marcellinus, questeur en 48 av. J.-C. Il ne reste aujourd'hui aucune trace du temple